# Jakub Ječmínek
Jakub Ječmínek (* 23. února 1993 Praha) je český zápasník–judista.

## Sportovní kariéra
Pochází ze sportovní rodiny. Otec Roman byl dlouholetým reprezentantem ve sportovním šermu. Ve čtyřech letech ho však matka přihlasila na jiný úpolový sport judo. Začínal na pražském Žižkově odkud se starším bratrem Janem po čase přesunul do klubu USK Praha na Folimance. V USK Praha se připravuje pod vedením Jaromíra Lauera a jeho asistentů. V české mužské reprezentaci se pohybuje od roku 2013 v lehké váze do 73 kg, kde zpočátku sbíral zkušenosti po boku Jaromíra Ježka. V roce 2016 se na olympijské hry v Riu nekvalifikoval.

### Úspěchy ve SP
- 2017 - Casablanca Continental Open, 2. místo

## Výsledky
| Olympijské hry     |     | —   |     |     |     | —   |     |     |     |  |  |  |  |  |  |  |  |  |  |  |  |  |  |  |  |
| Mistrovství světa  | —   |     | —   | úč. | úč. |     | úč. | úč. | úč. |  |  |  |  |  |  |  |  |  |  |  |  |  |  |  |  |
| Evropské hry       |     |     |     |     | úč. |     |     |     | —   |  |  |  |  |  |  |  |  |  |  |  |  |  |  |  |  |
| Mistrovství Evropy | —   | —   | —   | úč. | úč. | úč. | úč. | —   | —   |  |  |  |  |  |  |  |  |  |  |  |  |  |  |  |  |
| ME do 23 let       | —   | úč. | úč. | úč. | úč. |     |     |     |     |  |  |  |  |  |  |  |  |  |  |  |  |  |  |  |  |
| MS juniorů         | úč. |     | úč. |     |     |     |     |     |     |  |  |  |  |  |  |  |  |  |  |  |  |  |  |  |  |
| ME juniorů         | úč. | úč. | 5.  |     |     |     |     |     |     |  |  |  |  |  |  |  |  |  |  |  |  |  |  |  |  |

### Olympijské hry a mistrovství světa
| Olympijské hry a mistrovství světa | Olympijské hry a mistrovství světa | Olympijské hry a mistrovství světa | Olympijské hry a mistrovství světa | Olympijské hry a mistrovství světa | Olympijské hry a mistrovství světa | Olympijské hry a mistrovství světa | Olympijské hry a mistrovství světa |
| Kolo                               | Výsledek                           | Bilance                            | Soupeř                             | Skóre                              | Datum                              | Turnaj                             | Místo                              |
| 2019 Mistrovství světa do 73 kg    | 2019 Mistrovství světa do 73 kg    | 2019 Mistrovství světa do 73 kg    | 2019 Mistrovství světa do 73 kg    | 2019 Mistrovství světa do 73 kg    | 2019 Mistrovství světa do 73 kg    | 2019 Mistrovství světa do 73 kg    | 2019 Mistrovství světa do 73 kg    |
| ---------------------------------- | ---------------------------------- | ---------------------------------- | ---------------------------------- | ---------------------------------- | ---------------------------------- | ---------------------------------- | ---------------------------------- |
| 1/32                               | prohra                             | 5-5                                | Claudio Dos Santos (LUX)           | wazari / kata-guruma               | 27. srpna 2019                     | Mistrovství světa                  | Tokio, Japonsko                    |
| 1/64                               | vítězství                          | 5-4                                | Julian Sancho (CRC)                | 0:25 / ko-soto-gake                | 27. srpna 2019                     | Mistrovství světa                  | Tokio, Japonsko                    |
| 1/128                              | vítězství                          | 4-4                                | Ahmed Ajjáš (YEM)                  | 0:42 / o-goši                      | 27. srpna 2019                     | Mistrovství světa                  | Tokio, Japonsko                    |
| 2018 Mistrovství světa do 73 kg    |                                    |                                    |                                    |                                    |                                    |                                    |                                    |
| 1/64                               | prohra                             | 3-4                                | An Čchang-im (KOR)                 | wazari / ko-soto-gari              | 22. září 2018                      | Mistrovství světa                  | Baku, Ázerbájdžán                  |
| 1/128                              | vítězství                          | 3-3                                | Arthur Margelidon (CAN)            | 3:16 / ko-soto-gake                | 22. září 2018                      | Mistrovství světa                  | Baku, Ázerbájdžán                  |
| 2017 Mistrovství světa do 73 kg    |                                    |                                    |                                    |                                    |                                    |                                    |                                    |
| 1/32                               | prohra                             | 2-3                                | Sóiči Hašimoto (JPN)               | 2:14 / tai-otoši                   | 30. srpna 2017                     | Mistrovství světa                  | Budapešť, Maďarsko                 |
| 1/64                               | vítězství                          | 2-2                                | Saidmuhtor Rasulov (TJK)           | 4:49 (gs) / koši-guruma            | 30. srpna 2017                     | Mistrovství světa                  | Budapešť, Maďarsko                 |
| 2016 Olympijské hry – nestartoval  |                                    |                                    |                                    |                                    |                                    |                                    |                                    |
| 2015 Mistrovství světa do 73 kg    |                                    |                                    |                                    |                                    |                                    |                                    |                                    |
| 1/64                               | prohra                             | 1-2                                | Mansur Isajev (RUS)                | 1:17 / uči-mata-gaeši, ko-uči-gake | 26. srpna 2015                     | Mistrovství světa                  | Astana, Kazachstán                 |
| 1/128                              | vítězství                          | 1-1                                | Dastan Ükübajev (KAZ)              | 0:36 / koši-guruma                 | 26. srpna 2015                     | Mistrovství světa                  | Astana, Kazachstán                 |
| 2014 Mistrovství světa do 73 kg    |                                    |                                    |                                    |                                    |                                    |                                    |                                    |
| 1/64                               | prohra                             | 0-1                                | Alexis Morin-Martel (CAN)          | 4:59 / ko-soto-gake                | 27. srpna 2014                     | Mistrovství světa                  | Čeljabinsk, Rusko                  |